# Операція «Ледброук»
Операція «Ледброук» (англ. Operation Ladbroke) — повітрянодесантна операція британських повітрянодесантних військ, яка проводилась з 9 по 10 липня 1943 року у південно-східній частині острову Сицилія (Італія). Складова частина Сицилійської повітрянодесантної операції. Головною метою операції було опанування стратегічно важливого мосту Понте-Гранде через річку Анапо, південніше Сиракузи, який британський десант мав з ходу опанувати разом з передмостовими спорудами та підступами до них і стійко утримувати захоплені об'єкти до прориву з морського узбережжя підрозділів 5-ї піхотної дивізії, яка висаджувалась на плацдарм біля селища Кассіблі на відстані 11 км південніше. Захоплене місто надалі мало стати плацдармом для повномасштабного вторгнення на Сицилію.

## Історія
Висадка британського десанту проводилась на південно-східному краю острова Сицилія. Першими вночі парашутним способом висадились патфайндери 21-ї окремої парашутної роти, в обов'язки яких входило встановлення визначених позначок на майданчики приземлення головних сил повітряного десанту. Основне угруповання десанту висаджувалось за планом операції «Ледброук», головною метою якої було опанування стратегічно важливого мосту Понте-Гранде через річку Анапо, південніше Сиракузи. Британський десант мав з ходу опанувати міст та передмостові споруди та підступи до них і стійко утримувати їх до прориву з морського узбережжя підрозділів 5-ї піхотної дивізії, яка висаджувалась на плацдарм біля селища Кассіблі на відстані 11 км південніше. Захоплене місто надалі мало стати плацдармом для повномасштабного вторгнення на Сицилію.

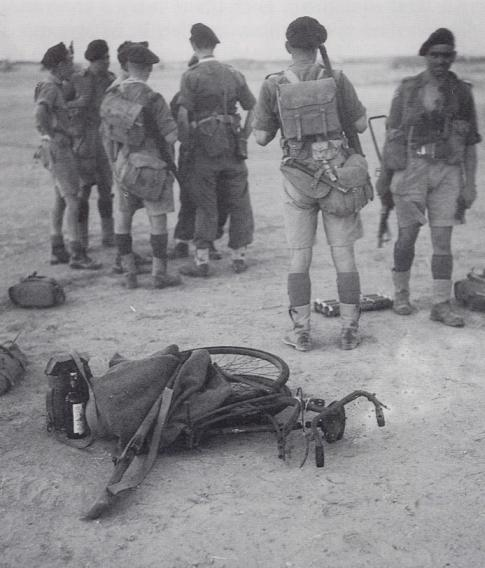
Британські десантники перед посадкою на планери перед операцією. 9 липня 1943

1-ша британська планерно-десантна бригада під командуванням бригадира Філіпа Гікса здійснювала зліт з аеродромів у Тунісі. Для перекидання 2075 десантників залучалось 136 десантних Waco CG-4 і 8 транспортних планерів «Хорса». З озброєння на борту планерів було 7 армійських автомобілів Willys MB, шість протитанкових гармат та 10 мінометів.
Літаки з планерами злетіли в ніч на 10 липня. 69 планерів відчепили від літаків занадто рано і вони затонули на шляху до острова, загинуло 252 британських парашутисти. Серед тих, що впали в море, був командир 1-ї повітрянодесантної дивізії генерал-майор Дж. Гопкінсон, який декілька годин тримався на воді на уламках планера, доки не був підібраний у чистому морі великим десантним судном «Керен»
З решти тільки 12 планерів рано чи пізно змогли дотягнути до визначеної цілі, й лише невелика група солдатів на чолі з лейтенантом Л. Вітерсом змогла на одному «Хорса» сісти поблизу Понте-Гранде та з ходу його захопити й утримувати міст. За ніч до мосту прорвались 89 вояків, які прийняли бій проти італійців. Об 11:30 батальйон 75-го італійського піхотного полку 54-ї піхотної дивізії «Наполі» за підтримки артилерійських підрозділів підійшов до місця бою. Британські воїни вели бій, однак, у підсумку, в ході бою в них закінчилися боєприпаси. До цього часу тільки 15 солдатів не мали будь-яких поранень. Британські парашутисти змушені були здатися італійським військам.
Італійці, встановивши контроль над мостом, хотіли зруйнувати його за допомогою заздалегідь встановленої вибухівки, але виявилося, що солдати 1-ї планерно-десантної бригади встигли за час бою його розмінувати. Протягом години сили 5-ї британської піхотної дивізії зуміли повторно провести захоплення моста. Решта групи десантників, що висадилися в інших точках острова, продовжували дії зі знищення комунікацій та захоплення вогневих позицій противника.
Через проблеми з висадкою 1-ї британської планерно-десантної бригади біля мосту Понте-Гранде через річку Анапо, друга частина десантної операції — операція «Глаттон» — десантування 2-ї парашутної бригади бригадира Е.Дауна для захоплення мосту поблизу Аугусти була скасована.

## Підсумки
В ході проведення операції «Ледброук» 1-ша планерно-десантна бригада зазнала великих втрат: 313 осіб загинуло та 174 дістали поранень чи зникли безвісти. З екіпажів планерів 14 пілотів загинули, 87 зникли безвісти або були поранені. Після боїв у Сицилії бригаду відвели до Північної Африки, в бойових діях на Сицилії вони вже участі не брали.